# Pedro da Sérvia
Pedro da Sérvia (em grego medieval: Πέτρος; romaniz.: Pétros; em latim: Petrus; em sérvio: Петар; romaniz.: Petar), também conhecido como Pedro Filho de Ginico (em sérvio: Гојниковић; romaniz.: Gojniković), foi um príncipe da Sérvia ente 892 e 917. Ele governou o expandiu a Sérvia e venceu todos os seus parentes que tentaram tomar-lhe a coroa. Ele foi o primeiro monarca sérvio com um nome cristão (não-eslavo). Pedro era filho de Ginico, o filho mais novo de Blastímero (r. 831–851) da primeira dinastia sérvia.

## Nome
A primeira forma atestada deste nome é a grega Pétros (Πέτρος) latina Petrus e sérvia Petar. Por sua ascendência, e com base na cultura de atribuição de nomes na região e época, seu nome seria, portanto, Petar Gojniković Vlastimirović.

## Vida

### Primeiros anos

Árvore genealógica da Casa de Blastímero

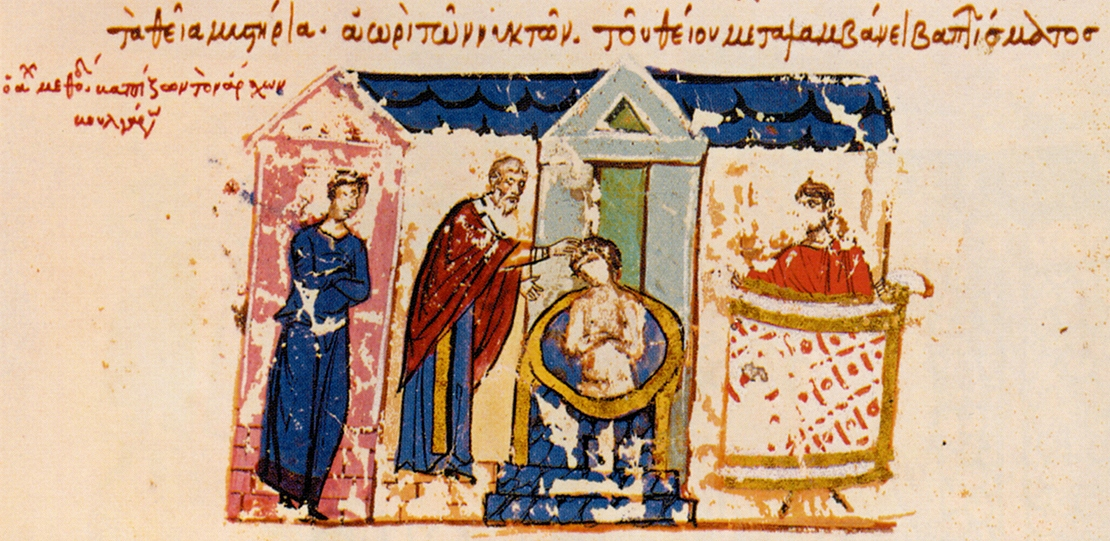
Batismo de r.. Os gregos empenharam-se para converter os povos vizinhos e a partir da segunda metade do século IX começaram a cristianização dos sérvios

Pedro nasceu entre 870/874 e era filho do príncipe (knez, arconte para os gregos) Ginico (r. 850–860), o filho mais jovem do fundador da Casa de Blastímero, Blastímero (r. 830–851). Seu nome cristão, de origem bizantina, é indicativo da cristianização sérvia. À época de seu nascimento, a Sérvia era governada por uma oligarquia comporta por seu pai e os irmão dele, Mutímero (r. 850–891) e Estrímero, embora Mutímero, o mais velho, fosse o monarca supremo. Na década de 880, Mutímero tomou o trono, exilando seus irmãos mais novos e Clonímero, filho de Estrímero, à corte do cã Bóris I (r. 852–889), talvez uma traição. O jovem Pedro foi mantido na corte sérvia de Mutímero por razões políticas, mas logo fugiu à corte de Branimiro da Croácia (r. 879–892).

### Guerras civis e aliança búlgara
Mutímero morreu em 890/891, deixando o trono para seu filho mais velho Pribéstlabo (r. 891–892). Ele reinou por apenas um ano, pois Pedro retornou em 892, derrotou-o em combate e tomou-lhe o trono, obrigando Pribéstlabo a fugir ao Reino da Croácia com os irmãos Brano e Estêvão. Brano retornou depois e liderou uma fracassada revolta contra Pedro em 894: ele foi derrotado, preso e cegado. Em 896, Clonímero retornou da Bulgária apoiado por Bóris e invadiu a Sérvia e tomou a importante fortaleza de Dostínico (atual Drsnik, em Klina). Clonímero foi derrotado e morto.
Após o fracasso dos diversos pretendentes ao trono, Simeão I (r. 893–927) reconheceu Pedro como monarca. Ele foi colocado sob a proteção de Simeão, o que resultou numa paz e numa aliança búlgaro-sérvia de vinte e um anos (897–917); para Constantino VII (r. 913–959) em seu Sobre a Administração Imperial, ele reinou como vassalo do imperador Leão VI, o Sábio (r. 886–912), e em paz com a Bulgária por vinte anos. Pedro possivelmente não estava contente com sua posição subordinada e talvez desejasse retomar sua independência.

### Guerra búlgaro-bizantina, expansão ao Ocidente e morte

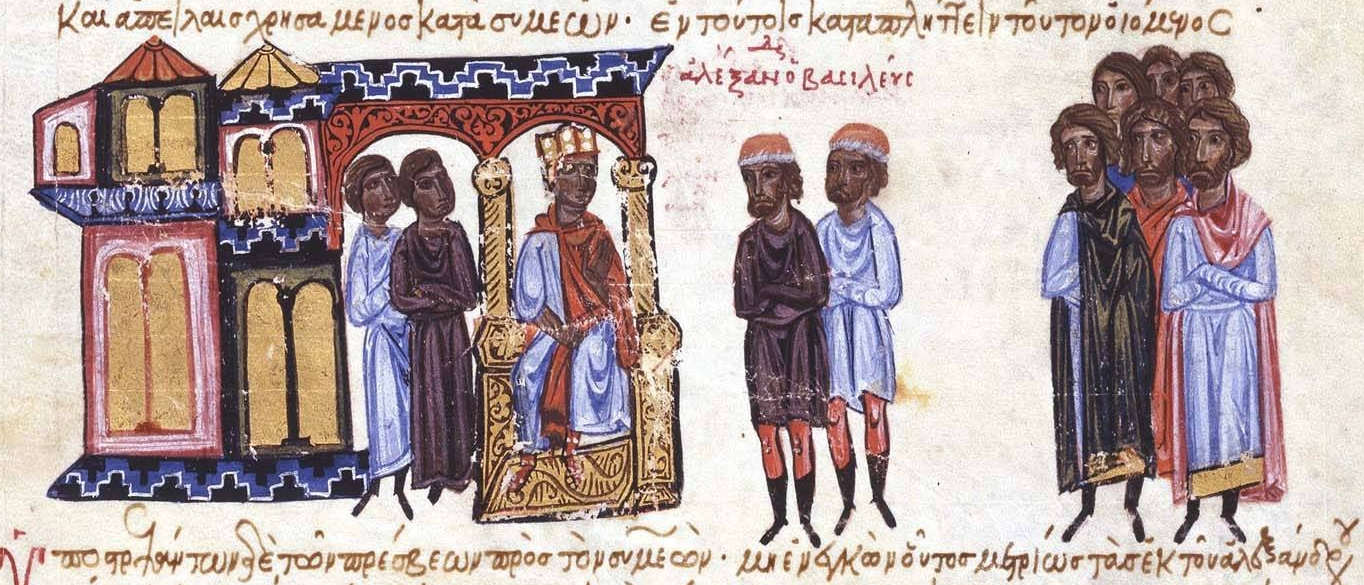
Alexandre recebe os emissários búlgaros. Iluminura do Escilitzes de Madri

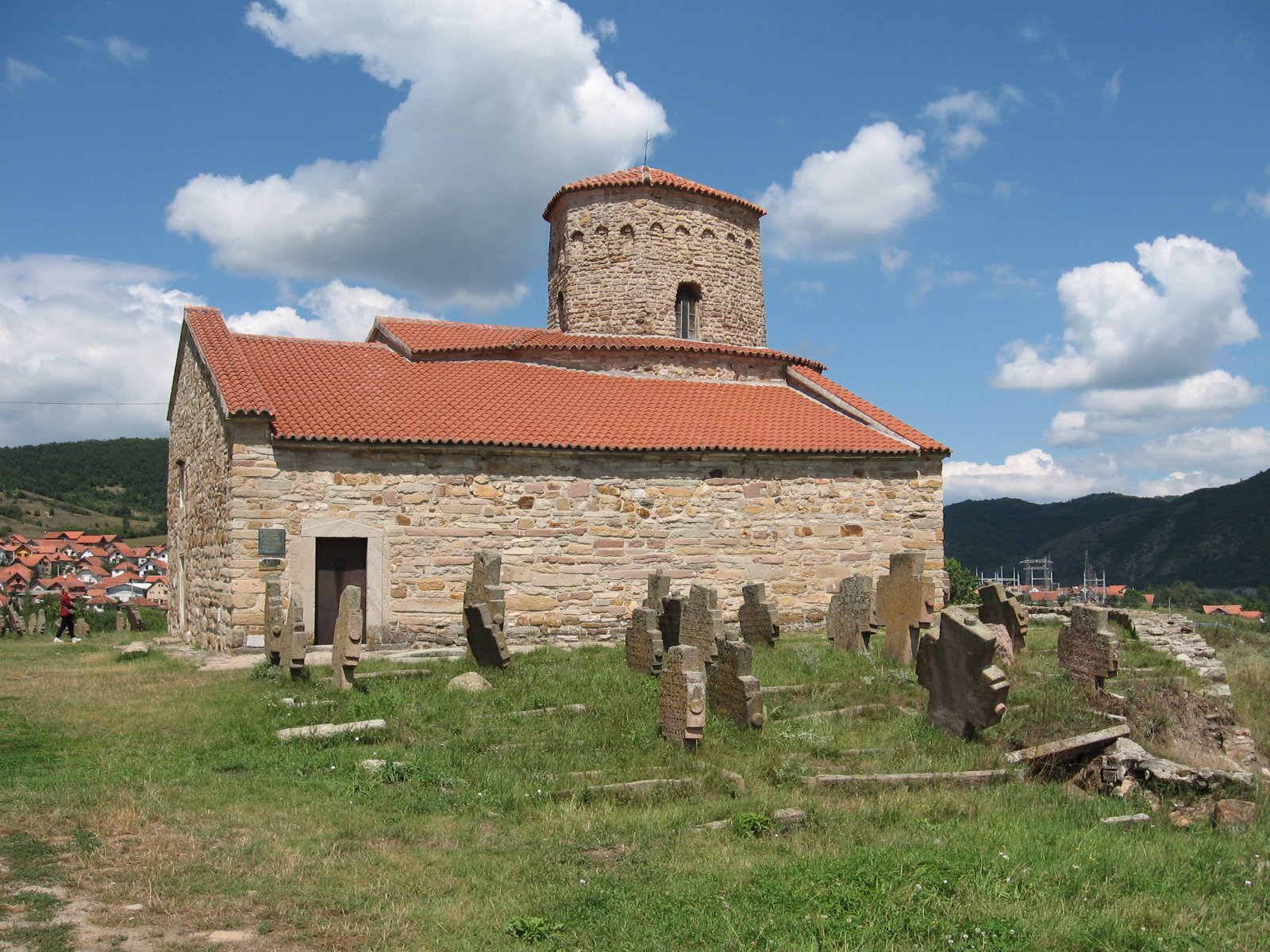
Igreja dos Apóstolos Pedro e Paulo

Em 11 de maio de 912, Leão VI morreu e seu irmão Alexandre (r. 912–913) o sucedeu. Inexperiente, impopular e provavelmente alcoólatra, Alexandre reinou até sua morte em 6 de junho de 913. A situação era ideal para Simeão, que tinha tropas de prontidão na Trácia para atacar o Império Bizantino. Em agosto de 913, Simeão apareceu defronte às muralhas de Constantinopla querendo nada mais do que a coroa. Simeão, ao contrário de Bóris, foi educado em Constantinopla e queria governar um império greco-búlgaro. O patriarca de Constantinopla Nicolau I Místico reconheceu-o como imperador da Bulgária e casou a filha dele com Constantino VII. Em fevereiro de 914, Zoe Carbonopsina, a mãe do imperador, expulsou Nicolau da regência (embora ela o deixou como patriarca) e ela, como regente, anulou o título de Simeão e o acordo de casamento de Constantino. Simeão ficou furioso e partiu para conquistar a Trácia, deixando os bizantinos sem escolhas, exceto buscar aliados, enviando emissários aos magiares, pechenegues e sérvios.
Como Pedro estava seguro em sua fronteira oriental, virou-se ao oeste, onde buscava reforçar seu domínio sobre os principados locais. Derrotou Tisémero da Bósnia, anexando o vale do Bosna. e se expandiu ao longo do Neretva, anexando os narentinos da Pagânia, onde é provável que enfrentou o príncipe de Zaclúmia Miguel (além de Travúnia e da maior parte da Dóclea), um importante aliado dos búlgaros. Pedro encontrou-se com o estratego de Dirráquio, Leão Rabduco, em Neretva, onde ouviu propostas de mais dinheiro e mais independência em troca de liderar um exército (também continha "Turcos", magiares) contra Simeão. Talvez ele tenha concordado em se juntar aos bizantinos, mas a situação ainda é por demais obscura. Miguel soube da possível aliança entre sérvios e bizantinos e alertou Simeão.
Em 917, um exército bizantino sob por Leão Focas invadiu a Bulgária, mas foi derrotado na Batalha de Anquíalo em 20 de agosto. Após Anquíalo, Simeão enviou um exército liderado por Paulo (filho de Brano), para tomar o trono sérvio, mas sem sucesso. Ele então enviou Marmais e Teodoro Sigritzes, que persuadiram Pedro, por juramento, a encontrá-los. Quando apareceu, foi preso, enviado à Bulgária e morreu menos de um ano depois confinado. Seus restos estão na Igreja dos Apóstolos Pedro e Paulo em Antiga Ras, a capital. Simeão então colocou Paulo no trono sérvio.